# Manifeste Russell-Einstein

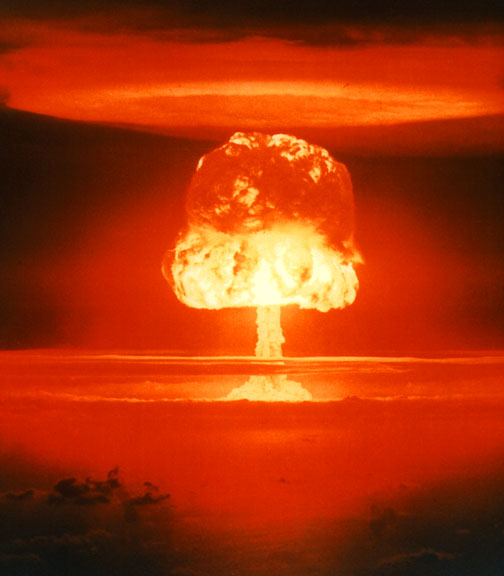
Voici donc le problème que nous vous présentons, brutal, redoutable et inéluctable : devons-nous mettre fin à la race humaine, ou l'humanité doit-elle renoncer à la guerre ?
Albert Einstein & Bertrand Russell

Le manifeste Russell-Einstein est rendu public à Londres le 9 juillet 1955, au milieu de la guerre froide, par Bertrand Russell. Ce manifeste met en lumière les dangers créés par les armes nucléaires et appelle les principaux dirigeants du monde à rechercher des solutions pacifiques aux conflits internationaux. Il est signé par onze intellectuels et scientifiques de premier plan, parmi lesquels Albert Einstein qui le signe en avril 1955 (quelques jours avant sa mort). Peu de temps après la publication du manifeste, le philanthrope Cyrus S. Eaton offre de financer un congrès, demandé par le manifeste, à Pugwash (en) en Nouvelle-Écosse, son lieu de naissance. Le premier congrès de Pugwash sur la Science et les Affaires du Monde (Pugwash Conferences on Science and World Affairs) s'est tenu en juillet 1957.

## Contexte
La première explosion d'une bombe atomique a lieu le 16 juillet 1945 dans le désert du Nouveau-Mexique au nord d'Alamogordo. Le 6 août 1945, l'armée américaine bombarde Hiroshima, puis trois jours plus tard Nagasaki. De 110 000 à 250 000 personnes sont tuées lors de ces deux explosions atomiques.
Le 18 août 1945, le Glasgow Forward publie le premier commentaire de Bertrand Russell sur les armes nucléaires, que celui-ci commence à écrire le jour du bombardement de Nagasaki. Il contient des craintes qui seront reprises dans le manifeste.
The prospect for the human race is sombre beyond all precedent. Mankind are faced with a clear-cut alternative: either we shall all perish, or we shall have to acquire some slight degree of common sense. A great deal of new political thinking will be necessary if utter disaster is to be averted.
(Les perspectives d'avenir de la race humaine sont plus sombres que jamais. L'humanité est mise devant une alternative claire : soit nous avançons tous vers la mort, soit nous devrons acquérir un minimum de bon sens. Il sera nécessaire de développer une nouvelle pensée politique si nous voulons éviter un désastre absolu.)
Après avoir appris le bombardement d'Hiroshima et vu l'imminence d'une course aux armements nucléaires, Joseph Rotblat, le seul scientifique à quitter en cours le projet Manhattan pour des raisons morales, se déclare « inquiet au sujet du futur de l'humanité ».
Au cours des années qui suivent, Russell et Rotblat joignent leurs efforts pour lutter contre la prolifération des armes nucléaires, et écrivent ce qui est le manifeste Russell-Einstein en collaboration avec Albert Einstein et d'autres scientifiques.

## Le manifeste
Le manifeste est rendu public à Londres au cours d'une conférence de presse dirigée par Rotblat. Bertrand Russell commence cette conférence par ces mots :
I am bringing the warning pronounced by the signatories to the notice of all the powerful Governments of the world in the earnest hope that they may agree to allow their citizens to survive.
(J'adresse de la part des signataires de ce texte un avertissement à tous les gouvernements puissants du monde dans l'espoir fervent qu'ils accepteront d'autoriser leurs citoyens à survivre)
Le manifeste appelle à l'organisation d'un congrès au cours duquel les scientifiques évalueraient les dangers posés par les armes de destructions massives (alors les armes atomiques) pour la survie de l'humanité. Il insiste sur la nécessité que ce congrès soit politiquement neutre, et pose la question de l'opportunité des armes nucléaires à tous les peuples et gouvernements. Une phrase du manifeste en particulier est souvent citée, notamment par Rotblat lors de la cérémonie au cours de laquelle il reçoit le prix Nobel de la paix en 1995 :
Remember your humanity, and forget the rest.
(Souvenez-vous de votre humanité. Oubliez le reste.)
Le congrès que le manifeste appelle de ses vœux doit à l'origine être organisé en Inde sur la proposition de Nehru, mais sa création est retardée par la crise de Suez. Aristote Onassis propose alors de financer un congrès à Monaco, mais cette proposition est rejetée. Enfin, Cyrus S. Eaton, un industriel canadien qui connaît Bertrand Russell depuis 1938, propose d'organiser le congrès dans sa ville natale de Pugwash en Nouvelle-Écosse.

## Signataires du manifeste
- Max Born
- Percy Williams Bridgman
- Albert Einstein
- Léopold Infeld
- Frédéric Joliot-Curie
- Herman J. Muller
- Linus Pauling
- Cecil F. Powell
- Joseph Rotblat
- Bertrand Russell
- Hideki Yukawa